# Kahl (řeka)
Kahl je německá řeka v okrese Aschaffenburg v Bavorsku a v okrese Main-Kinzig v Hesensku. Protéká od východu k západu severním Spessartem a u Kahlu nad Mohanem se vlévá do Mohanu jako pravostranný přítok. Kahl pramení u samoty Bamberger Mühle. Řeka dala Kahlgrundu jeho jméno.
Kahl je dlouhý dobrých 32 kilometrů, je středohorskou říčkou nižšího řádu, překonává 188 výškových metrů a má sklon dna 5,8 promile. Plocha povodí Kahlu je 198,35 km². Vypočtený průměrný průtok v ústí Kahlu je 2,01 metrů krychlových za sekundu.

## Geografie

### Pramen
Prameny Kahlu se nacházejí v lese v nezařazeném území Wiesener Forst v nadmořské výšce asi 290 m nad samotou Bamberger Mühle, která dnes patří k obci Kleinkahl. Kahl vytéká ze dvou upravených kruhových pramenišť vlevo a vpravo od státní silnice č. 2305 s průměrným průtokem 50 až 60 litrů za sekundu. Po pouhých 30 metrech se oba pramenné potoky spojují. Od pramene říčky Kahl až k jejímu ústí vede cyklotrasa Kahltal-Spessart.

### Horní tok
Po soutoku dvou pramenných potoků opouští mladý Kahl les, přitéká k obci Kleinkahl a protéká částečně zatrubněný osadou Bamberger Mühle. Tam je posilován dalšími prameny, které napájejí rybníky pro chov pstruhů. Do roku 1950 poháněl Kahlmühle. Asi 300 m pod pramenem Kahlu se do něj vlévá první přítok, přibližně 600 m dlouhý, ale menší Büchelbach. Poté vede pod cyklostezkou Kahltal-Spessart.
Poté Kahl míjí kapli Marienkapelle u pramene Kahlquelle a teče jihozápadním směrem v četných zákrutách kolem několika rybníků. Po pravé straně vede státní silnice 2305, za níž se tyčí hory Kapuzinerspitze (421 m), Lindenberg (465 m) a Habersberg (428 m). Kahl vede přes Lindenbach a Habersbach, míjí Glashütte a Wesemichshof. Poté je malá část jeho vody odváděna do Kneippových lázní. Zasahuje do sídelní oblasti Groß- a Kleinkahl, kde se do ní z jihovýchodu vlévá řeka Kleine Kahl. Přes Groß- a Kleinlaudenbach se Kahl dostává do městské části tržního města Schöllkrippen.
V centru obce, nedaleko železniční stanice, se pod mostem státní silnice 2306 vlévá do Kahlu řeka Westerbach, dříve nazývaná Westernkahl, která pramení ve Westerngrundu. Oba toky jsou přibližně stejně dlouhé, ale povodí Kahlu je v tomto místě větší. Od Schöllkrippenu jej doprovází trať železnice Kahlgrundbahn. Odtud je koryto řeky Kahl částečně napřímeno a opatřeno břehovými kameny.

### Střední tok
Za městem Schöllkrippen protíná Kahl opět cyklotrasu Kahltal-Spessart, protéká okresem Langenborn a setkává se s jedním ze svých největších přítoků Sommerkahlem, který pramení u Engländeru a na svém horním toku nese jméno Speckkahl. Poté se dostane do čtvrti Blankenbach. Tam se zprava vlévá Krombach. U Erlenbachu mění řeka Kahl směr na západ a překračuje hranici do tržního města Mömbris.
U Flederichova mlýna u Königshofenu se řeka rozděluje asi na jeden kilometr. Mühlbach jako pravá větev protéká obcí, byl vytvořen pro provoz mlýna Geisenhof. Levá větev vede podél okraje lesa. V obci, kousek nad mlýnem Kaltenberg, se obě ramena řeky opět spojují. Za vsí Kaltenberg dosahuje ohyb Kahlu svého vrcholu, než se Kahltal před Glasbergem (334 m) stočí na severozápad. V obci Schimborn se řeka opět rozděluje v délce asi 350 m. K levé větvi se připojují toky Feldkahl a Weibersbach. Za obcí tvoří Kahl hranici s obcí Krombach, tam jej posiluje Reichenbach. Kahl dále protéká obcí Mömbris. Tam podchází státní silnici 2305 a slouží k napájení Ölmühle (olejny), která byla mezitím přemístěna. Vodní kolo tohoto památkově chráněného mlýna dnes pohání malá odbočka Kahlu.
U Strötzbachu se řeka opět rozděluje. Obě ramena řeky Kahl jsou přehrazena jezy a řeka Mühlbach je vedena k dodnes existujícím vodním kolům mlýna Strötzbach. Kolem Niedersteinbachu se řeka dostává do části obce Brücken. Tam se Hemsbach setkává s Kahlem. Vypíná se na úpatí hory Hahnenkamm, která je se svými 437 m n. m. nejvyšší nadmořskou výškou v pohoří Vorspessart. Za Brückenem je řeka Kahl, která až do výměny pozemků v roce 2011 tvořila v délce asi 300 m státní hranici mezi Bavorskem a Hesenskem. Na tomto bývalém hesenském břehu se vlévá řeka Geiselbach, která protéká Teufelsgrundem, a u čističky odpadních vod překračuje Kahl hranice do města Alzenau. V této oblasti se při rozšiřování státní silnice plánovalo přeložení koryta řeky Kahl.
V dalším průběhu se Kahltal zužuje a odděluje horské masivy Hahnenkamm a Sölzert. U Dörsthöfe teče Kahl pod vrcholem Giftigen Berg (314 m) na okraji lesa. Železniční trať zde vede přímo po pravém břehu. Od Michelbachu opouští řeka úzké údolí Kahlgrundu, stáčí se k jihozápadu a protéká rovinatější krajinou.

### Dolní tok
Kahl protéká přes Kälberau do jádrové části města Alzenau. Tam, u hradu Alzenau, ji zleva posiluje Krebsbach, který sbírá vody na Hahnenkammu. U jeho ústí Kahl poháněl Christmühle. V centru města, poblíž radnice, se řeka Mühlbach větví a protéká kolem budovy bývalé Hasenmühle. Neuwiesenbach, který pramení ve Wasserlosu, a Sälzerbach, který pramení u Waldschwimmbadu, jsou poslední dva přítoky, které se vlévají do Kahlu v Generationenparku. Na cestě Mühlweg stávala papírna napájená řekou Kahl, z papírny vznikla dnes již neexistující továrna na celulózu. Dnes se zde nachází limnigrafická stanice Alzenau.
Za Alzenau až k dálnici A45 byl Kahl silně napřímen. Tento úsek byl v roce 2014 revitalizován v rámci Malé státní zahradnické výstavy 2015 konané v areálu Energieparku. Vzniklo přitom několik říčních ostrovů a meandrů. Ve východní části Prischoßu je řeka od čistírny odpadních vod a od níže položeného jezera Meerhofsee oddělena hrází. Dne 11. srpna 1981 se v důsledku silné povodně protrhla a voda z Kahlu se vlila do jezera; Kahl protéká pod dálnicí A45 a protéká lužní krajinou s vrbami a topoly. Dosahuje hranice obce až do Kahlu nad Mohanem.
Na okraji obce poháněl Sandmühle, zde byl vyvinut první automatický plstící stroj na světě. Kahl poháněl v Kahlu dalších pět mlýnů. Dnes přes řeku vede železniční trať Main-Spessart a bývalá spolková silnice č. 8 (dnes státní silnice č. 3308). Za obcí Kahl am Main dosahuje hesenská hranice až ke Kahlu u Naßmühle. Nedaleko vyřazené experimentální jaderné elektrárny, která byla demontována koncem roku 2008, se vlévá do Mohanu.

### Ústí
U ústí Kahlu se nachází kemp, čistírna odpadních vod a meteorologická stanice německé meteorologické služby Kahl am Main.
V letech 1900 až 1930 zde byl několikrát změněn tok řeky Kahl, aby se v přilehlé oblasti mohlo těžit hnědé uhlí. Původní koryto řeky, které vedlo dále na sever, mělo několik meandrů a divoký a romantický charakter s hojným výskytem topolů, olší a jasanů. Kahl zde tvořil bavorsko-pruskou (nyní hesenskou) hranici.
Byla posunuta o 160 metrů jižněji a poté tekla velkým obloukem kolem povrchového dolu Emma-Süd, který dnes zabírá jezero Hornsee. Nové koryto řeky bylo na úpatí náspu vydlážděno kamenem a bezprostřední soutok s Mohanem byl zahnut po proudu, aby se zabránilo příčným proudům přitékajícího Kahlu v Mohanu. Regulace řeky Kahl, která byla prováděna i proti proudu, vedla k tomu, že stále více mlýnů ukončovalo provoz. Dnes se nejnižší bod Bavorska, 102 m n. m., nachází u původního ústí řeky Kahl.
U ústí řeky Kahl začíná Degenova stezka a cyklotrasa Kahltal-Spessart. Tam Kahl křižuje Mohanská cyklotrasa.